# ACF Firenze
ACF Firenze – włoski klub piłki nożnej kobiet, mający siedzibę w mieście Florencja, na północy kraju.

## Historia
Chronologia nazw:
- 1979: Polisportiva Oltrarno Firenze
- 1985: Polisportiva Mukkilatte Firenze
- 1986: A.C.F. Firenze Casa 77
- 1989: A.C.F. Oltrarno Firenze
- 1990: A.C.F. Firenze
- 2009: A.C.F. Firenze A.S.D.
- 2015: klub rozwiązano

Klub piłkarski Polisportiva Oltrarno Firenze został założony w mieście Florencja w 1979 roku. W 1980 przyłączył się do F.I.G.C.F. i startował w mistrzostwach regionalnych Serie C Lombardo. Zwyciężył w grupie B i zdobył promocję do Serie B. W sezonie 1983 zajął drugie miejsce w grupie A i zdobył awans do Serie A. W 1985 startował z nazwą Polisportiva Mukkilatte Firenze. W sezonie 1986/87 po zmianie nazwy na A.C.F. Firenze Casa 77 uplasował się na spadkowej 14.pozycji i spadł do Serie B. Po zajęciu drugiego miejsca w grupie B powrócił do Serie A. W 1989 zmienił nazwę na A.C.F. Oltrarno Firenze, a w 1990 na A.C.F. Firenze. W sezonie 1992/93 był czwartym w tabeli ligowej, ale w następnym sezonie zrezygnował z dalszych występów w najwyższej klasie i startował w Serie C Toscana. W 1996 zwyciężył w grupie i powrócił do Serie B. W 1998 znów został zdegradowany do Serie C. W 2001 wrócił do Serie B. W sezonie 2002/03 zajął drugie miejsce w grupie C Serie B i awansował do Serie A2. W 2006 po wygraniu grupy B otrzymał promocję do Serie A, ale w 2008 znów spadł do Serie A2. W 2009 klub został przekształcony na A.C.F. Firenze A.S.D., a w następnym roku wrócił do Serie A. W pierwszym po powrocie do najwyższej klasy sezonie 2010/11 zajął 11.miejsce. Sezon 2014/15 zakończył na czwartej pozycji w Serie A.
Pod koniec sezonu klub sprzedał swoją licencję (tytuł sportowy) nowo powstałemu klubowi Fiorentina Women's FC, po czym został rozwiązany.

## Sukcesy

### Trofea międzynarodowe
Nie uczestniczył w rozgrywkach europejskich (stan na 31-05-2017).

### Trofea krajowe
| \| \| Zdobyte trofea w rozgrywkach Włoch (stan na: 31-05-2017) \| |                                                          |      |                                                                                            |
| Rozgrywki                                                         | Osiągnięcie                                              | Razy | Sezon(y)                                                                                   |
| Mistrzostwo                                                       | I miejsce                                                | 0    |                                                                                            |
| Mistrzostwo                                                       | II miejsce                                               | 0    |                                                                                            |
| Mistrzostwo                                                       | III miejsce                                              | 0    |                                                                                            |
| Mistrzostwo                                                       | 4.miejsce                                                | 1    | 2015/16                                                                                    |
| Puchar                                                            | zdobywca                                                 | 0    |                                                                                            |
| Puchar                                                            | finalista                                                | 0    |                                                                                            |
| Puchar                                                            | półfinalista                                             | 1    | 2010/11                                                                                    |
| II liga                                                           | I miejsce                                                | 1    | 2005/06 (grupa B)                                                                          |
| II liga                                                           | II miejsce                                               | 5    | 1983 (grupa B), 1987/88 (grupa B), 2004/05 (grupa B), 2008/09 (grupa B), 2009/10 (grupa B) |
| II liga                                                           | III miejsce                                              | 0    |                                                                                            |
| Włochy                                                            | Zdobyte trofea w rozgrywkach Włoch (stan na: 31-05-2017) |      |                                                                                            |

## Stadion
Klub rozgrywał swoje mecze domowe na stadionie San Marcellino we Florencji, który może pomieścić 1000 widzów.